# Geogarypus olivaceus
Espèce
Synonymes
- Garypus olivaceus  Tullgren, 1907

Geogarypus olivaceus est une espèce de pseudoscorpions de la famille des Geogarypidae.

## Distribution
Cette espèce est endémique d'Afrique du Sud.

## Description
Le mâle décrit par Neethling et Haddad en 2017 mesure 2,02 mm et la femelle 2,24 mm.

## Systématique et taxinomie
Cette espèce a été décrite sous le protonyme Garypus olivaceus par Tullgren en 1907.  Elle est placée dans le genre Geogarypus par Beier en 1932. Geogarypus flavus a été placée en synonymie par Beier en 1964 cette synonymie a été relevée par Neethling et Haddad en 2017.

## Publication originale
- Tullgren, 1907 : Zur Kenntnis aussereuropäischer Chelonethiden des Naturhistorischen Museums in Hamburg. Mitteilungen aus dem Naturhistorischen Museum in Hamburg, vol. 24, p. 21-75 (texte intégral).